# ATP Challenger Reggio nell’Emilia
Das ATP Challenger Reggio nell’Emilia (offiziell: Camparini Gioielli Cup) war ein Tennisturnier, das von 2003 bis 2010 jährlich in Reggio nell’Emilia, Italien stattfand. Es gehörte zur ATP Challenger Tour und wurde im Freien auf Sand gespielt.

## Liste der Sieger

### Einzel
| Jahr | Sieger               | Finalgegner              | Ergebnis        |
| ---- | -------------------- | ------------------------ | --------------- |
| 2010 | Carlos Berlocq       | Pablo Andújar            | 6:0, 7:61       |
| 2009 | Paolo Lorenzi        | Jean-René Lisnard        | 7:5, 1:6, 6:2   |
| 2008 | Mathieu Montcourt    | Pablo Andújar            | 2:6, 6:2, 6:4   |
| 2007 | Olivier Patience (2) | Félix Mantilla           | 6:76, 6:1, 7:66 |
| 2006 | Olivier Patience (1) | Sergio Roitman           | 6:4, 5:7, 6:2   |
| 2005 | Thierry Ascione      | Martín Vassallo Argüello | 6:3, 6:0        |
| 2004 | Olivier Mutis        | Philipp Kohlschreiber    | 6:2, 0:6, 6:3   |
| 2003 | Richard Gasquet      | Potito Starace           | 7:5, 6:1        |

### Doppel
| Jahr | Sieger                                | Finalgegner                          | Ergebnis         |
| ---- | ------------------------------------- | ------------------------------------ | ---------------- |
| 2010 | Philipp Oswald Martin Slanar          | Sadik Kadir Purav Raja               | 6:2, 5:7, [10:6] |
| 2009 | Miguel Ángel López Jaén Pere Riba     | Gianluca Naso Walter Trusendi        | 6:4, 6:4         |
| 2008 | Yu Xinyuan Zeng Shaoxuan              | Mariano Hood Leonardo Mayer          | 6:3, 6:4         |
| 2007 | Franco Ferreiro Lamine Ouahab         | Pablo Cuevas Horacio Zeballos        | 6:4, 1:6, [10:4] |
| 2006 | Fabio Colangelo Giancarlo Petrazzuolo | Giorgio Galimberti Alessandro Motti  | 6:3, 6:4         |
| 2005 | Irakli Labadse Juri Schtschukin       | Francesco Aldi Tomas Tenconi         | 6:4, 6:3         |
| 2004 | Tomas Behrend Tomas Tenconi           | Andreas Seppi Simone Vagnozzi        | 6:4, 6:2         |
| 2003 | Joseph Sirianni Rogier Wassen         | Alessio di Mauro Vincenzo Santopadre | 6:4, 6:4         |